# خانه‌به‌دوش (فیلم ۱۹۱۶)
خانه‌به‌دوش (انگلیسی: The Vagabond) فیلمی به کارگردانی چارلی چاپلین است که در سال ۱۹۱۶ منتشر شد.

## بازیگران
- چارلی چاپلین
- ادنا پرواینس
- اریک کمبل
- لئو وایت
- لوید بیکن
- آلبرت آستین
- هنری برگمن
- شارلوت مینو
- جیمز تی. کلی